# Brandon Codrington
Brandon Codrington (Raleigh, 17 novembre 2000) è un giocatore di football americano statunitense che milita nei ruoli di cornerback e kick returner per i Buffalo Bills della National Football League (NFL).

## Carriera universitaria
Codrington iniziò la carriera nel college football alla North Carolina Central University nel 2019, nello stesso istituto frequentato da diversi membri della sua famiglia. Nel primo anno giocò principalmente come ritornatore, terminando con 18,8 yard per ritorno di kickoff e 7,8 yard per ritorno di punt. Fu premiato come specialista della Settimana della Mid-Eastern Athletic Conference (MEAC) dopo avere ritornato un kickoff per 75 yard in touchdown nella vittoria su Delaware State. Per le sue prestazioni fu inserito nella terza formazione ideale della MEAC. In difesa fece registrare 8 tackle.
Dopo che la stagione 2020 fu cancellata per la pandemia di COVID-19, Codrington iniziò il 2021 ritornando per 77 yard un punt in touchdown nella vittoria su Alcorn State. Chiuse la stagione guidando la MEAC con 15,0 yard per ritorno di punt, venendo inserito nella seconda formazione ideale della conference. In difesa totalizzò 43 tackle e 4 passaggi deviati.
Nel 2022 Codrington fu inserito nella terza formazione ideale della MEAC dopo 19,3 yard per ritorno di kickoff e 6,8 yard per ritorno di punt. Nel 2023 segnò due touchdown su ritorno di punt. Chiuse la sua carriera al college con 41 gare come titolare, 93 placcaggi, 10 passaggi deviati, 2.148 yard su ritorno e 4 touchdown.

## Carriera professionistica

### New York Jets
Dopo non essere stato scelto nel Draft NFL 2024, il 6 maggio Codrington firmò con i New York Jets. In pre-stagione ritornò un kickoff per 63 yard e un punt per 31 yard.

### Buffalo Bills
Il 27 agosto 2024 Codrington fu scambiato con i Buffalo Bills. Nella sua prima stagione mise a segno 8 placcaggi e un passaggio deviato disputando tutte le 17 partite, venendo inserito nella formazione ideale dei rookie dalla Pro Football Writers of America come kick returner.

## Palmarès
- PFWA All-Rookie Team - 2024